# Madrid Dome

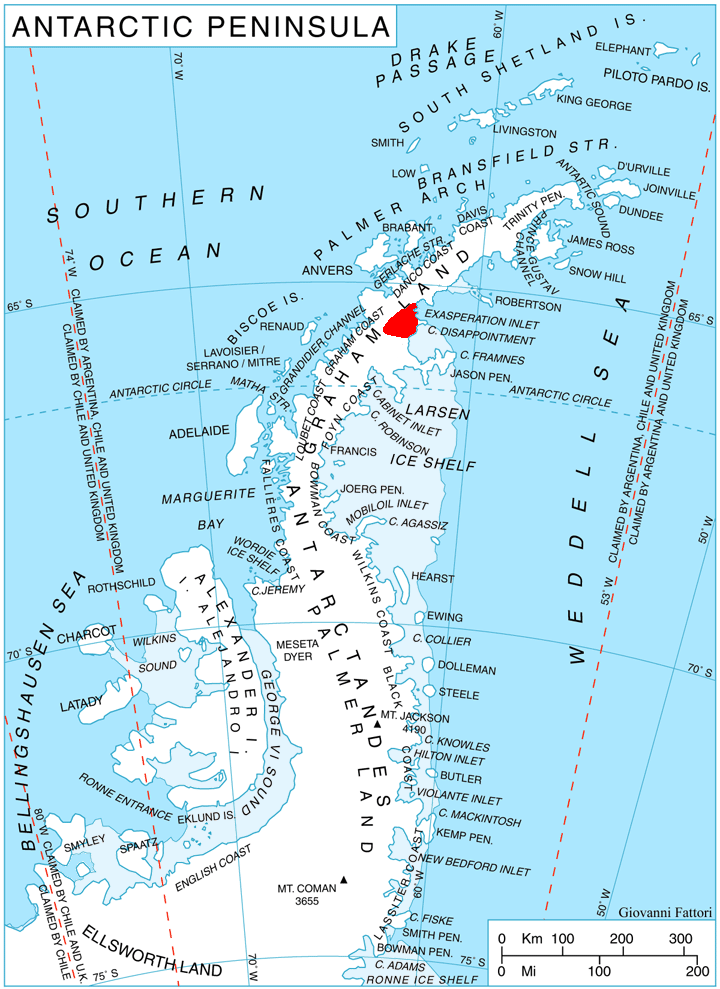
Ubicación de los Montes Aristóteles en la Península antártica.

La Cúpula de Madrid (Madrid Dome en inglés) es una cúpula de hielo que se eleva a 1650 metros en el extremo suroeste de los Montes Aristóteles en la Costa Oscar II, Tierra de Graham en Antártida. 
El accidente geográfico fue nombrado en honor a la capital de España, Madrid, en relación con el Protocolo de Madrid en Protección Medioambiental al Tratado antártico.

## Ubicación
La Cúpula de Madrid está localizada en 65°37′50″S 62°56′34″W, el cual está a 12.7 km al este de Cúpula de Roundel y 58.4 km al oeste de Cabo Disappointment. Mapeo británico en 1974.

## Mapas
- Base de datos Digital antártica. Escala 1:250000 mapa de Antártida. Scientific Committee on Antarctic Research (SCAR). Desde 1993, regularmente actualizado.